# Lignoza
Lignoza (łac. lignum – drewno) – materiał wybuchowy, rodzaj dynamitu. Zawiera drewniane trociny nasycone saletrą i nitrogliceryną.